# Gregoria de Jesús
Gregoria Álvarez de Jesús, nota anche come Aling Oriang (Caloocan, 9 maggio 1875 – Manila, 15 marzo 1943), è stata una rivoluzionaria e attivista filippina.
Fu la fondatrice e vicepresidente dell'ala femminile del Katipunan, una società filippina anti-coloniale fondata nel 1892 con l'obbiettivo di liberare il paese dal dominio dell'impero spagnolo. Ricoprì un ruolo fondamentale all'interno del gruppo e custodì un gran numero dei suoi documenti segreti. Sposò Andrés Bonifacio, uno dei creatori del Katipunan e Presidente del governo rivoluzionario del Katagalugan. Ciò la rese, seppur non ufficialmente, la prima First Lady delle Filippine, in un periodo che va dal 1896 al 1897.
Si contraddistinse inoltre per la sua partecipazione alla rivoluzione filippina. A seguito della morte del marito ed al termine della rivolta si ritirò a vita privata. Si sposò una seconda volta con Julio Nakpil, uno dei generali filippini della rivoluzione.

## Biografia
Gregoria de Jesús nacque nella città di Kalookan, da una famiglia romano cattolica di classe media. Il padre, Nicolás de Jesús, svolse l'occupazione di carpentiere e più tardi di gobernadorcillo. Da giovane, Gregoria si rivelò una ragazza intelligente nonché una studentessa diligente. Durante la sua adolescenza, tuttavia, i genitori la convinsero a rimanere a casa per prendersi cura del fratello minore e della loro fattoria, poiché i fratelli maggiori si erano trasferiti nella capitale Manila per proseguire la loro istruzione.

### La vita dopo la rivoluzione
A seguito dell'uccisione a tradimento del marito Andrés Bonifacio da parte degli uomini di Aguinaldo, Gregoria fu presa in cura da Julio Napkil, un comandante delle forze del Katipunan nel nord del paese. I due instaurarono un rapporto sempre più profondo sino ad innamorarsi, e si sposarono a Manila in Chiesa con rito cattolico il 10 dicembre 1898. Al termine della rivoluzione filippina, la de Jesús si trasferì con Julio e gli otto figli presso l'abitazione della sorella di Napkil, Petrona, e del suo marito, il dottor Ariston Bautista. I coniugi Bautista, che non ebbero bambini, aiutarono Gregoria a prendersi cura dei suoi figli, assistendoli nella loro crescita ed educazione.
Morì il 15 marzo 1943 durante il dominio giapponese nelle Filippine.